# Appare Jipangu!
Appare Jipangu! (天晴じぱんぐ!), é uma obra da mangaká Yuu Watase. Ele foi licenciado pela Flower Comis, porém não teve publicação semanal, passou direto para a publicação em volumes. Incrivelmente foi lançado ao mesmo tempo que outro de seus populares trabalhos, Ayashi no Ceres, entre 1998-2003.
A história se passa no Japão, mais exatamente em Edo (atual Tóquio) . Conta a história de Yusura, que foi encontrada quando era bebê debaixo de uma árvore de cerejeira com um bastão, chamado Kongoumaru.
Quinze anos depois, Yusura se torna a hikeshi-ya (ou extintor de tristeza) do seu vilarejo. Usando seu Kongoumaru ela consegue absorver a tristeza das pessoas e a vira contra aqueles que a causaram.

## Kongoumaru
Há muito tempo, foram criados 4 bastões através de poderes budistas. Esses bastões podiam transformar os sentimento das pessoas em energia.
Existe o bastão da Tristeza (usado por Yusura), o bastão da Raiva (usado por Chiyo), o bastão do Prazer e o bastão do Conforto.
Cada bastão foi escondido em um vilarejo, pois muitas pessoas ambicionavam seus poderes. Por causa disso, muitos vilarejos foram destruídos e muitas famílias foram mortas para protegê-los, como aconteceu com as famílias de Yusura e Chiyo.

## Personagens
Yusura (桜桃) - Personagem principal da obra, tem uma personalidade difícil, se veste como um menino e muitas vezes é confundida como tal. 
Foi abandonada quando bebê debaixo de uma árvore de cerejeira. Embora ame seus pais adotivos, Yusura ainda procura por seus pais de criação e a razão do seu abandono.
Samon (沙門) - Samon é praticamente cego, sem seus óculos não consegue enxergar nada e sempre confunde vários objetos com Yusura.
Filho ilegítimo de um Daimyo e de uma prostituta, foi salvo por Yusura de alguns assassinos e desde então permanece com ela.
Minekichi (峰吉) - É o ajudante de Yusura em seu trabaho como hikeshi-ya . Gosta de jogar com as marionetes-esqueletos Kotsukichi e Ogai e de usar as invenções do pai de Yusura. Tem uma queda pela dona da casa de banho.
Kazanosuke - A pessoa mais estranha do grupo. É um ninja do clã Koura (Kola ou ainda, Cola) contratado por Samon para ser seu guarda-costas. Vive escondido na sombra de Yusura.
Chiyo - Uma garota muito carinhosa e que adora animais. Trabalha para o circo e possui o bastão da Raiva. Assim como Yusura, foi abandonada junto com o bastão quando era bebê e não sabe mais do que isso.